# Liviney-Kolonie
Die Liviney-Kolonie ist eine mennonitische Kolonie im Municipio Puerto Gaitán im Departamento del Meta in Kolumbien, das im Gebiet des sogenannten Llanos liegt.

## Geschichte
Bis 2016 waren Russlandmennoniten noch nicht in Kolumbien präsent. Mennonitische Missionen gab es zwar und deswegen auch Kontakte nach Kolumbien, jedoch keine Kolonien, wie sie für Russlandmennoniten typisch sind. Im Jahre 2016 begannen dann Gruppen von Mennoniten aus verschiedenen Ländern, Land in Kolumbien zu kaufen. Das Land liegt zwischen dem Rio Muco (Río Muco (Río Vichada)) und dem Río Guarrojo im Municipio Puerto Gaitán. Das zuerst erworbene Land ist die 7200 Hektar große Finca Liviney, nach der die Kolonie benannt wurde. Die Finca Liviney wurde von Mennoniten von der Manitoba-Kolonie in Mexiko gekauft. Darüber hinaus gründeten Mennoniten aus der Kolonie Ojo-de-la-Yegua in Mexiko die Kolonie Australien, die etwa 7000 Hektar groß ist. Die dritte Kolonie ist La Florida, die 2000 Hektar groß ist.